# 貝塚市の地名
本項貝塚市の地名（かいづかしのちめい）では、大阪府貝塚市における町名や大字名を中心に、本市ならびに前身の貝塚町成立以来の地名の変遷について記述する。

## 現行行政町名
まず市内の現行の町字名を五十音順に列挙する。

### あ行
- 麻生中
- 石才
- 海塚
- 海塚1 - 3丁目
- 浦田
- 王子
- 大川

### か行
- 加治
- 加神1 - 2丁目
- 北町
- 秬谷
- 久保
- 久保1丁目
- 窪田
- 神前
- 近木
- 近木町
- 小瀬
- 小瀬1丁目
- 木積

### さ行
- 澤
- 地蔵堂
- 新町
- 清児
- 蕎原

### た行
- 津田
- 津田北町
- 津田南町
- 堤
- 鳥羽

### な行
- 中町
- 永吉
- 名越
- 新井
- 二色1 - 4丁目
- 二色北町
- 二色中町
- 二色港町
- 二色南町
- 西町

### は行
- 橋本
- 畠中
- 畠中1 - 2丁目
- 馬場
- 半田
- 半田1 - 4丁目
- 東
- 東山1 - 7丁目
- 福田
- 堀
- 堀1 - 3丁目

### ま行
- 三ケ山
- 水間
- 三ツ松
- 港
- 南町
- 森

### わ行
- 脇浜1 - 4丁目

## 町字名の変遷
貝塚町は1889年（明治22年）、南郡貝塚西之町・貝塚北之町・貝塚南之町・貝塚近木之町・貝塚中之町が合併することにより成立。旧町名を継承した5大字を編成。1896年（明治29年）、泉南郡の所属となる。

### 成立当初の大字名
- 貝塚北（1926年北と改称）
- 貝塚近木（1926年近木と改称）
- 貝塚中（1926年中と改称）
- 貝塚西（1926年西と改称）
- 貝塚南（1926年南と改称）

### 町字の設置
1926年（大正15年/昭和元年）
- 北（貝塚北より、2000年代頃廃止）
- 近木（貝塚近木より）
- 中（貝塚中より、2019年廃止）
- 西（貝塚西より、1980年代頃廃止）
- 南（貝塚南より、1980年代頃廃止）

1931年（昭和6年）
島村・麻生郷村・北近義村・南近義村と合併し、改めて貝塚町が発足。合併各町村の大字を継承した31大字を編成。
旧島村
- 東（島より）

旧麻生郷村
- 麻生中
- 海塚
- 海塚新（昭和40年代頃廃止）
- 久保
- 小瀬
- 津田
- 鳥羽
- 永吉
- 新井
- 半田
- 福田
- 堀
- 堀新（昭和40年代頃廃止）

旧北近義村
- 石才
- 加治
- 神前
- 畠中
- 脇浜（2000年代頃廃止）

旧南近義村
- 浦田
- 王子
- 窪田
- 澤
- 地蔵堂
- 堤
- 橋本

1935年（昭和10年）
木島村を編入。
旧木島村
- 清児
- 名越
- 水間
- 三ツ松
- 森

1939年（昭和14年）
西葛城村を編入。
旧西葛城村
- 大川
- 秬谷
- 木積
- 蕎原
- 馬場
- 三ケ山

1943年（昭和18年）、市制施行して貝塚市となる。町制時の42大字を継承。
1966年（昭和41年）
- 港（1月1日、西・南・海塚新の各一部と埋立地より）

1973年（昭和48年）
- 津田北町（6月11日、津田・小瀬・久保・永吉・新井の各一部より）
- 津田南町（6月11日、津田・堀・小瀬・海塚の各一部より）

1974年（昭和49年）
- 小瀬1丁目（6月10日、堀・津田・小瀬・久保・半田の各一部より）
- 堀1 - 3丁目（6月10日、堀・久保・北・海塚・小瀬・津田の各一部より）

1976年（昭和51年）
- 北町（6月14日、北の一部より）
- 西町（6月14日、西・南の各一部より）
- 南町（6月14日、西・南の各一部より）

1978年（昭和53年）
- 海塚3丁目（6月19日、海塚・脇浜の各一部より、2017年11月13日に1丁目[2]、2024年11月11日に2丁目[3]が成立）
- 新町（6月19日、脇浜・畠中・加治・石才の各一部より）
- 脇浜1 - 4丁目（6月19日、脇浜・加治・畠中・神前・澤・石才の各一部より）

1981年（昭和56年）
- 加神2丁目（9月14日、畠中・加治・神前・澤・脇浜・石才の各一部より、1985年6月17日に1丁目[4]が成立）
- 畠中1 - 2丁目（9月14日、畠中・加治・神前・石才・脇浜の各一部より）

1988年（昭和63年）
- 二色1 - 4丁目（2月1日、脇浜の一部と埋立地より）
- 二色中町（2月1日、埋立地より）
- 二色南町（2月1日、埋立地より）

1990年（平成2年）
- 二色北町（5月1日、埋立地より）

1996年（平成8年）
- 清児新町（8月1日、清児の一部より、2007年1月1日岸和田市尾生町[8][9]となる）

1999年（平成11年）
- 二色港町（11月1日、埋立地より）

2005年（平成17年）
- 東山3丁目（5月1日、森・三ツ松・三ケ山などの一部より、2006年5月1日に1 - 2丁目、2007年5月1日に4 - 7丁目がそれぞれ成立）

2014年（平成26年）
- 半田1丁目（11月10日、半田・久保・津田などの各一部より、2015年11月30日に2丁目[12]、2016年11月14日に3丁目[13]、2017年11月13日に4丁目[2]がそれぞれ成立）

2015年（平成27年）
- 近木町（11月30日、近木の全域と中・南・海塚の各一部より）

2019年（令和元年）
- 中町（12月9日、中の全域と北の一部より）

2021年（令和3年）
- 久保1丁目（11月15日、久保・小瀬・永吉・津田の各一部より）

## 参考資料
- 角川日本地名大辞典 27 大阪府（1983年、角川書店）